# Ioan Andone
Ioan Andone (Hopârta, Rumanía, 15 de marzo de 1960) es un exfutbolista internacional y entrenador rumano, que jugaba de defensa que jugó en su selección nacional y militó en diversos clubes de Rumania, España y Holanda.

## Selección nacional
Andone jugó 55 partidos internacionales para la selección nacional rumana y anotó 2 goles. Incluso participó con su selección, en una sola edición de la Copa del Mundo FIFA, que fue en la edición de Italia 1990, donde la selección rumana llegó a octavos de final, cayendo ante Irlanda mediante lanzamientos penales. Andone disputó los 4 partidos de la selección rumana, en esa cita mundialista de Italia.

## Participaciones en Copas del Mundo
| Mundial                        | Sede   | Resultado        | Partidos | Goles |
| ------------------------------ | ------ | ---------------- | -------- | ----- |
| Copa Mundial de Fútbol de 1990 | Italia | Octavos de final | 4        | 0     |

## Clubes
| Club               | País         | Año       |
| ------------------ | ------------ | --------- |
| Corvinul Hunedoara | Rumania      | 1979-1983 |
| Dinamo Bucarest    | Rumania      | 1983-1990 |
| Elche              | España       | 1990-1991 |
| Heerenveen         | Países Bajos | 1991-1993 |